# Endimusa sabor
Endimusa sabor ili patrijaršijski sabor se naziva sabor sastavljen od episkopa jedne patrijaršijske jurisdikcije. Patrijaršijski sabor je najviši zakonodavni, upravni i crkvenosudski organ patrijaršije. Ovi sabori su obično sazivani u patrijarhovom sedištu.

## Istorijski razvoj endimusa sabora
Ovaj sabor nije nastao kao stalan, već je prvobitno bio povremen i, svakako, vanredan. Prvenstveno je delovao unutar Carigradske patrijaršije IV veka, da bi rešavao probleme unutar Carigradske crkve. Ovaj sabor je bio neophodan, jer Carigradski arhiepiskop nije imao episkopije pod svojom jurisdikcijom da bi mogao sazivati nadležne episkope na sabor.
U V veku kada je ustanovljeno pet patrijaršijskih prestola, ovaj sabor dobija širu primenu i tada nastaje institucija ovog sabora. Posle Četvrtog vaseljenskog sabora (451), kada je presto Carigrada stekao široku dijacezalnu jurisdikciju, nije mogao da se saziva patrijaršijski sabor, zato što je sazivanje takvog sabora bilo jako skupo i oduzimalo je puno vremena. Zbog toga, kada je nastala potreba da se patrijarh  suoči sa izvesnim hitnim problemima, pribegavao je mišljenju arhijereja koji su boravili u Carigradu. Zbog toga je ovaj sabor nazvan endimusa (grč. ενδυμεο boraviti na jednom mestu). Time se opravdava zašto je ovaj sabor bio vanredan, i na njemu su mogli učestvovati arhijereji iz drugih patrijaršijskih prestola.
Od XII veka, zbog posebnih uslova, koje su krstaši pričinili vizantijskoj državi, endimusa je prestala biti stalan organ. Na ovom saboru su tada učestvovali samo endimuski arhijereji, ali i pojedini patrijaršijski činovnici, klirici, čiji je glas bio samo savetodavni.
U XVII veku, ova ustanova doživljava procvat. Kada su okolni carigradski arhijereji (iraklijski, kizički, nikomidijski, nikejski, halkidonski, derkski, kesarijski, efeski i dr.) stekli veliki autoritet. Nazvani su starcima, i imali su toliku vlast, da je patrijaršijski pečat bio podeljen na četiri dela, od kojih je jedan držao patrijarh, a druga tri trojica staraca. Ovo stanje je nastavljeno do 1860. kada su izdati propisi, kojima je uređeno da se patrijaršijski sabor sastoji od patrijarha i dvanaest arhijereja, koji su se naizmenično smenjivali svake druge godine.
U ovom vidu endimusa ili, ranije, patrijaršijski sabor jeste stalni Svešteni sabor pravoslavnih autokefalnih Crkava. Ovi sabori se mogu smatrati upravnim saborima, jer predstavljaju kolektivne organe uprave jedne Crkve.

## Delokrug rada endimusa sabora
1. Izbor patrijarha i drugih episkopa.
2. Uzdizanje jedne episkopije u viši rang - položaj (npr. u mitropoliju).
3. Spajanje episkopija.
4. Osnivanje nove episkopije.
5. Odobravanje premeštaja jednog episkopskog sedišta u drugi grad.
6. Premeštanje episkopa.
7. Revidiranje patrijaršijskih odluka donetih protivno sveštenim kanonima, i dr.[1]

## Endimusa sabor u crkveno - bogoslovskoj književnosti
1. Svremena na vreme se u crkvenom pravu javlja se takozvana Aristinda (grč. αριστος = istaknut, najbolji) sabor. On se sastoji od nekoliko istaknutih članova jerarhije, koji su, kao po pravilu, izabrani od države. Ovaj sabor je imao u nadležnosti izbor novih mitropolita - episkopa.
2. U crkveno-bogoslovskoj literaturi se javlja naziv Nadsavršeni sabor. Sam naziv savršeni sabor susreće se u sferi kanonskog prava i označava onaj sabor u kojem je ,,saprisustvovao mitropolit", dakle predsedavajući oblasnog sabora.